# Стара Брикуля

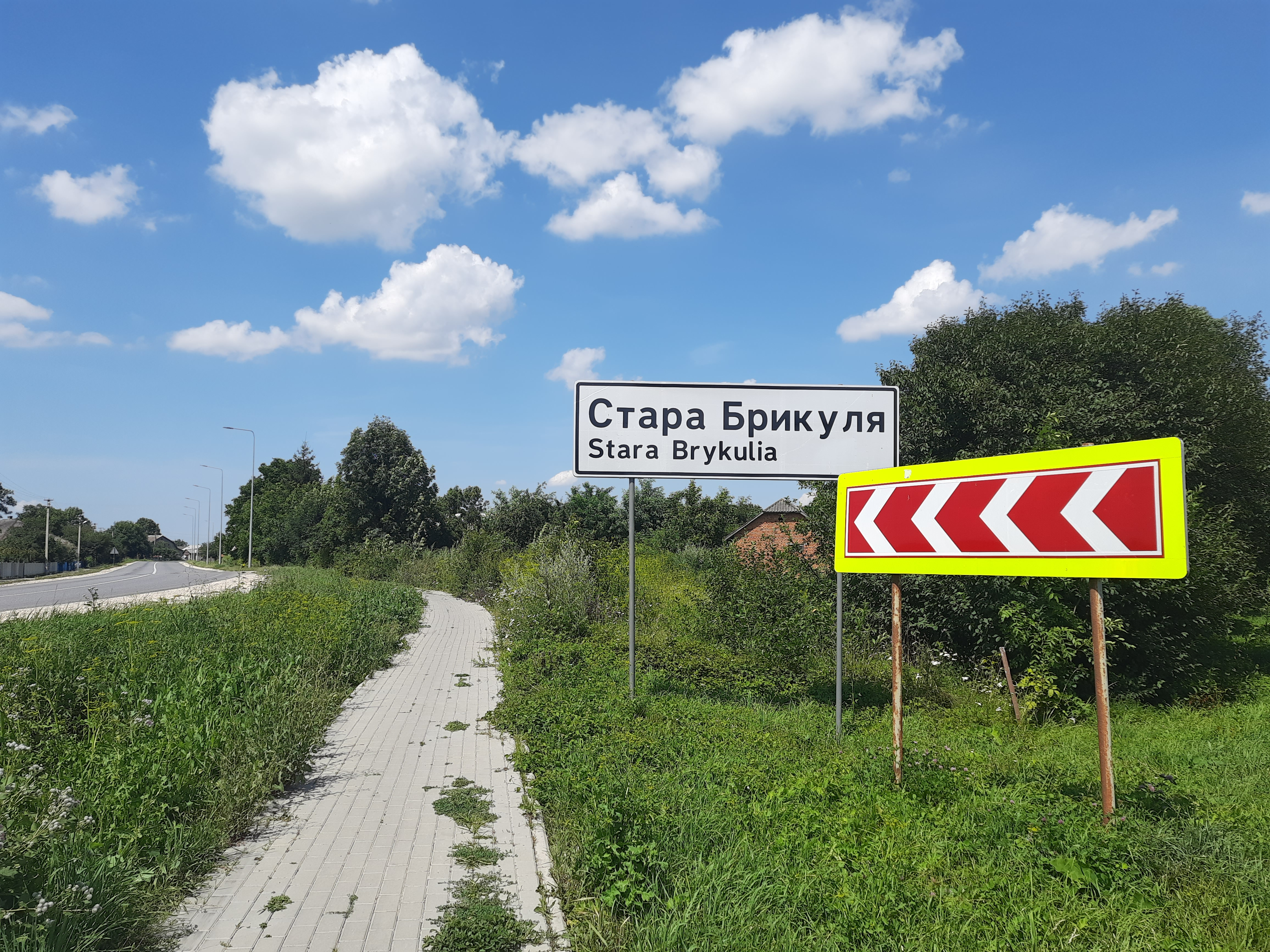
Дорожній знак при в'їзді в село

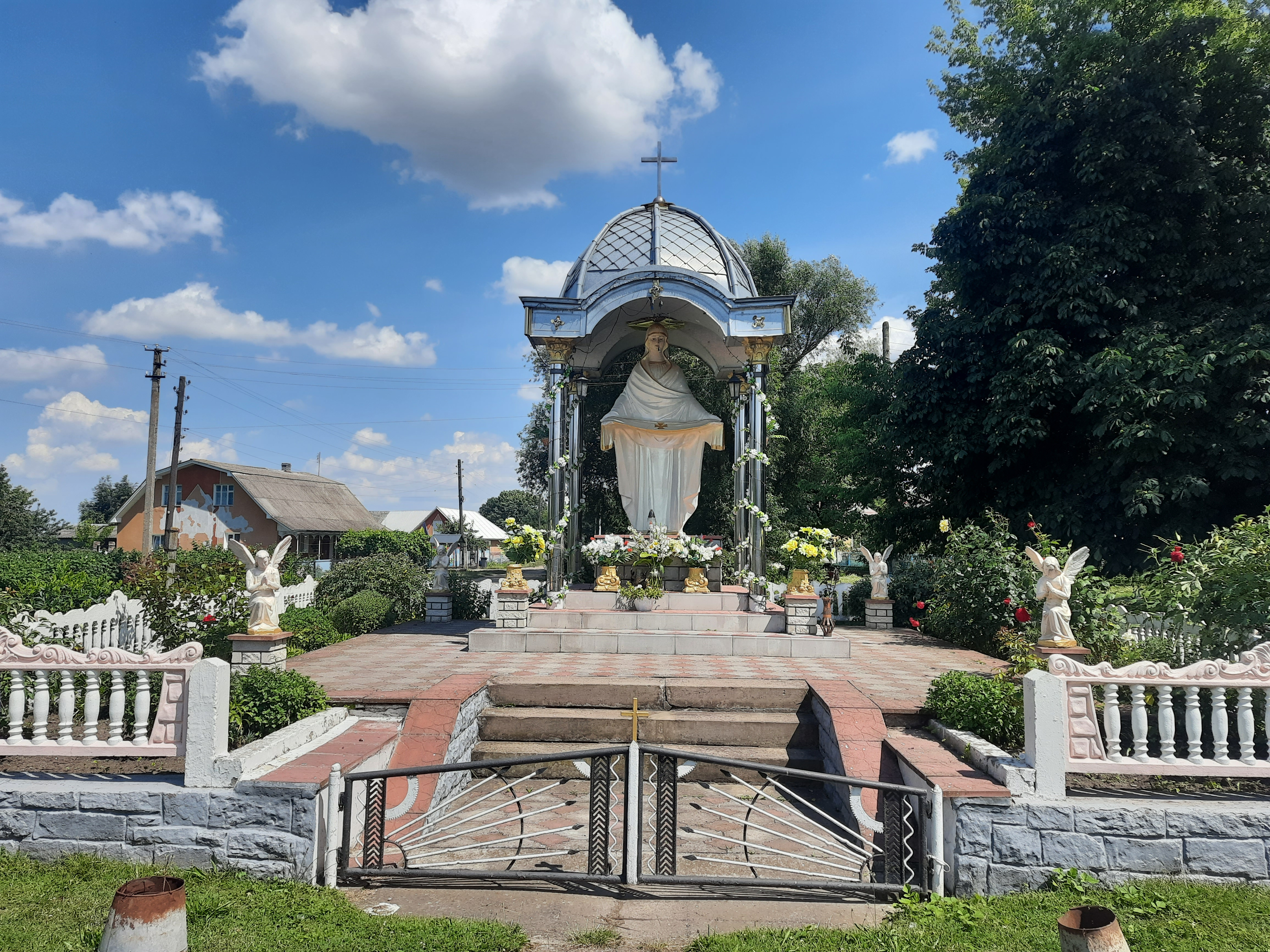
Статуя Божої Матері

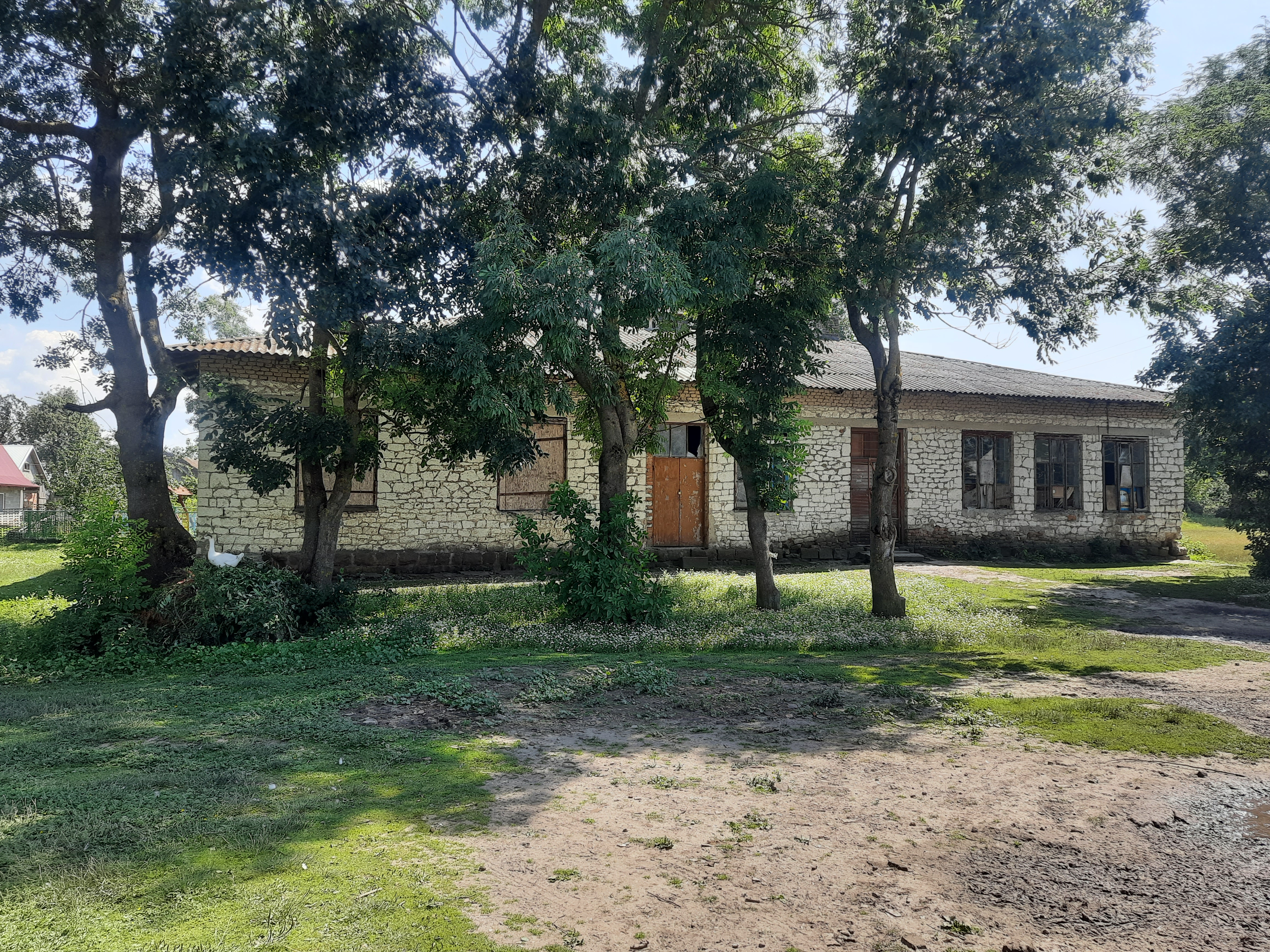
Будівля старої школи

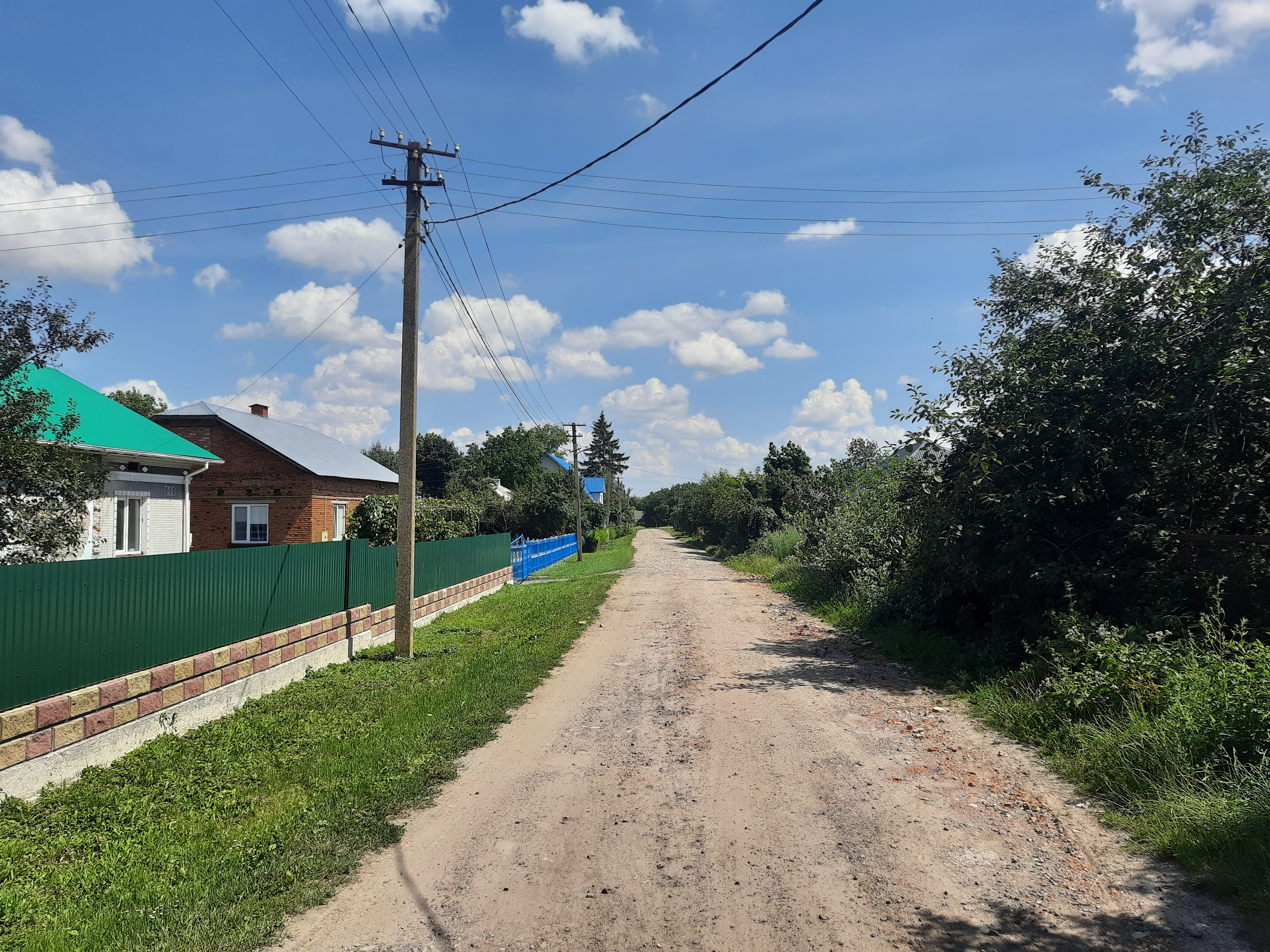
Сільська вулиця

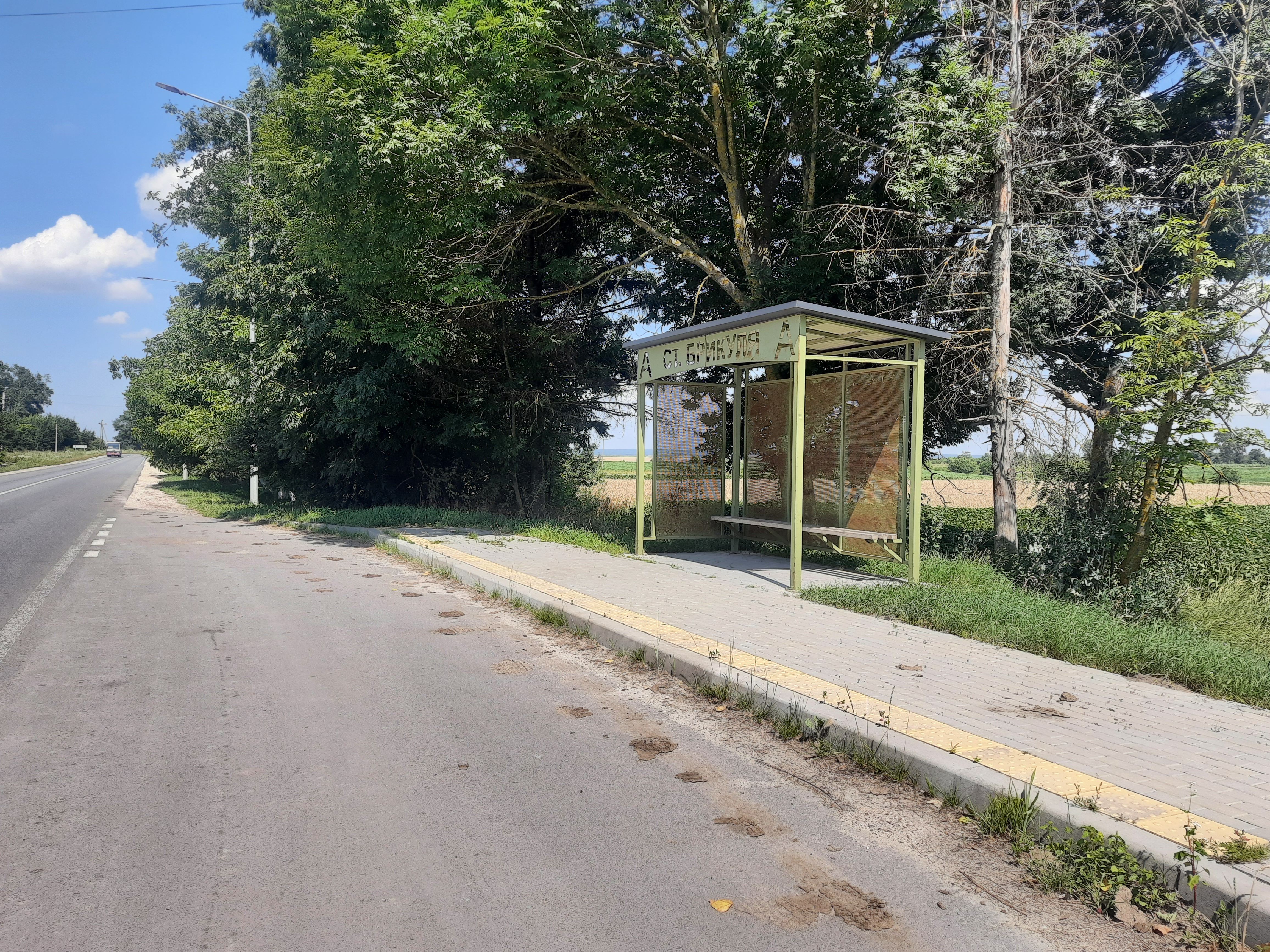
Автобусна зупинка

Стара́ Брику́ля — село в Україні, у Микулинецькій селищній громаді Тернопільського району Тернопільської області.
Село Стара Брикуля знаходиться на висоті 355 м над рівнем моря, на степовій рівнині при гостинці, що веде з Тернополя до Бучача, на віддалі 18 км від міста Теребовлі. Бита дорога, що проходить попри село, із західної сторони утворювала границю села. На захід від битої дороги лежало мале село Підбрикуля, що її назву поляки перемінили в 1934 р. на «Улануфка». На півдні Стара Брикуля межує з Хмелівкою і Підбрикулею.
Між Старою Брикулею й Хмелівкою при дорозі, що з'єднує ці села, стояла стара дерев'яна церква з половини XVIII століття. Біля цієї старої церкви розпочато будову нової, мурованої у плані церковної, але до 1939 р. побудовано тільки мури. Біля церкви було приходство, господарські будинки і цвинтар. Навпроти приходства знаходилася школа, до якої ходили діти з обох сіл.
Стара Брикуля має вигляд трикутника, вершок якого звернений у бік Хмелівки. На самому вершку стояв костел, який збудували місцеві поляки при допомозі адміністрації та польських товариств.
Через село проходить широка вулиця, що на вигоні розгалужується у трьох напрямках: одна з доріг веде в поле, зване «За селом», друга, ширша, веде до присілка «Глибока Долина», розміщеного на віддалі 3 км на схід від села, а третя — до гостинця.
Село межує від півночі з полями Дарахова, віддаленого на 7 км, від сходу — з полями Хмелівки й Романівки. На північному сході межує з полями Слобідки Струсівської, а від заходу — Брикулі Нової.

## Географія села
Окремі частини села називали: «Вигін», «Двір», «Над ставом». Колись були серед села два стави, що з часом повисихали, а залишився тільки малий потічок, що біжить селом у північному напрямі. Поодинокі ділянки поля мали такі назви як: «Похилий Камінь», «Лабаски», «Шкоди», «Жидовня», «Дубники», «Писок».

## Роди села
У давнину в селі були такі родини: Кульчицькі, Табас, Шпит, Винницькі, Стрельбицькі, Стромбек, Гейба, Сагайдак, Бурмас, Лозинські.

## Заняття
Головним заняттям селян було хліборобство, зв'язане з тваринництвом. Побічним заняттям села було ремісництво: ковальство, шевство, теслярство, бондарство, мулярство. Купецтвом займалися переважно євреї, що скуповували в селах збіжжя, клоччя, телята, яйця, масло й інші товари.

## Заснування
Хто був засновником села, не вдалося встановити. Як згадували старожили — Стара Брикуля — це досить нова оселя, що колись була присілком села Хмелівка (Винявка).
За переписом населення в 1935—1936 рр. в селі було 1150 християн, з них 854 українці — греко-католики, (74 %) і 297 поляків — римо-католиків (26 %).

## Міжвоєнні роки
До 1935 р. в селі проживало 5 єврейських родин. Дві з них мешкали в дворі-фільварку перед парцеляцією, а три в селі, займаючись купецтвом. До 1939 р. залишилася тільки жидівка мірка, що утримувала корчму аж до Другої світової війни.
Під час Першої світової село було досить знищене, бо в ньому стояли більше року, як друга лінія фронту, російські війська. У вересні 1915 р. фронтова лінія проходила 5 км на північ від села, де були стрілецькі окопи. Під час наступу австро-німецьких військ у 1917 р., як і в українсько-польській та в польсько-радянській війнах, село не зазнало руйнувань. У 1919—1920-ті рр. багато людей у селі померло від тифу.
З українсько-польської війни не повернулися в село кілька Стрільців, між ними і підхорунжий Теофіль Вітушинський, що загинув у Східній Україні в 1919 р. У вересні 1939 р. через Стару Брикулю втікали до Румунії поляки. Більшовики затримали транспорт польського міністерства фінансів. У вантажних автомобілях знаходилося золото, банкноти, металеві. монети від одного гроша до двох злотих. Більшовики забрали в полон сторожу (одна полька застрелилася, щоб не попасти в полон), а також забрали весь скарб.
Греко-католики Старої Брикулі належали до парафії в Хмелівці, римо-католики — до парафії в Новій могильниці. Євреї належали до тєребовлянського кагалу.
У Старій Брикулі була мала мурована капличка, в якій могло вміститися лише кільканадцять осіб, але в ній ніколи не відправляли Служби Божої.
Школу відкрито у селі після Першої світової війни. До того часу діти ходили до школи в Хмелівці, що стояла навпроти приходства. Директором цієї спільної школи був поляк Парадовський. До Першої світової в селі була польська приватна школа. Вчила в ній учителька, а згодом учитель з Хмелівки Йосиф Драган, який після війни був управителем до кінця січня 1932 р. Другим учителем був Ян Скугра з Тернополя.
В 1937 р. прийшло подружжя Залановських, і вони вчителювали до приходу більшовиків у 1939 р. Під час більшовицької окупації вчителював Йосиф Водовіз із Нової Брикулі. Після відходу більшовиків управителем школи був Б. Добровольський. Учителями були ще в тому часі Ольга Іваницька і михайло Поперечний. Число учнів доходило до 150 чол.
Шкільний будинок стояв на вигоні. Громада розпочала його будову в 1933 р. Будинок був з червоного каменю з каменоломів села Острівець, а стіни вимуровано з білого каменю села Бернадівка біля Струсова. Школа була тоді двокласова, але — будинок був запланований на трикласову школу. Тоді був війтом Іван Шельвах, парохом о. Юліян Фіцалович. Старші учні від 4 класу вчилися 5 год., молодші — від 2 класу — 3 год., а 1 клас — 2 год. мова навчання була польська, а українська була як обов'язковий предмет від 2 класу.
Кожний священник учив дітей релігії їх рідною мовою. Навчали також українських пісень, дозволених польською владою.
Матеріальний стан селян був задовільний. Згідно із статистикою повітової адміністрації Стара Брикуля була на першому місці щодо кількості морґів поля на одну особу (близько 3,5 морґа).
Хати в Старій Брикулі будували з каміння, дерева й глини. З каміння ставили фундаменти, стіни й дахи з дерева. У декотрих господарів ставили стіни з цегли. Хати з глини звали ліп'янками. Пересічна хата мала дві кімнати, переділені сіньми. Замість стола була велика скриня, де був склад одягу, недалеко від печі був мисник, полиця на кухонне начиння. У гостинній кімнаті не було печі, тільки ліжко, лавки і стіл. На стінах були образи святих, родинні фотографії, портрети наших визначних людей.
Громадський уряд містився в добротному будинку під цинкованою бляхою. В 1921—35 рр. в тому будинку була школа. За більшовиків цей дім перебудовано на театральну залу сільського клубу.
1 серпня 1934 року внаслідок адміністративної реформи село включено до новоствореної у Теребовлянському повіті об'єднаної сільської гміни Дарахів.
З 1934 по 1939 рр. солтисом був поляк Владислав Бегомовський. За більшовиків головою сільради була дівчина Е. Насипана. За німецької окупації був війтом спершу П. Заверуха, пізніше О. Осадець. Після відходу німців головою сільради був поляк Йосиф Пастух, що належав до польського підпілля. Пізніше став головою Володимир Мушинський, а його заступником Марійовський.
В селі була читальня «Просвіти», але культурно-освітне життя розвивалося слабо. До села приходили українські часописи «Народна Справа», «Новий Час», «Наш Прапор». Було організовано Товариство «Луг». При читальні організовано аматорський гурток, але він не проявляв великої діяльності. Був в селі і кооператив. Багато доброго зробили жіночі гуртки, які під проводом представниць Теребовлі організовували куховарські курси для господинь і дівчат, що вносили багато нового до сільського харчування, а, крім того, причинялися до гуртування молоді.

## Гітлерівсько-німецька окупація
За німецької окупації кільканадцять осіб молоді примусово вивезено на роботи до Німеччини, і деякі з них вернулися, а дехто виїхав за океан. Як більшовики, так і німці робили облави на нашу молодь, вивозили на роботи в Німеччину, а більшовики —у Донбас, звідкіля багато не повернулося. В 1945 р. поляків переселено на Захід. На початку липня 1941 р. на територію села входять німецькі війська. Окупація продовжувалась до 21 березня 1944 р.
16 квітня 1944 р. село піддане нальоту німецької авіації. Було спалено частину будинків, були жертви серед цивільного населення. В травні 1944 р. проходила мобілізація населення в Радянську Армію. 5 травня жителі села були виселені в Деренівку і Мшанець. Повернулись жителі в липні. За роки війни було знищено майже 25 будинків, загинуло чимало людей. Після війни поступово налагоджується життя. Першим головою сільради став Йосип Пастух, якого вбили в 1945 р. Після нього був В. Мушинський. Колгосп в селі Стара Брикуля було засновано ще в 1940 р. В 1948 р. відновлено колгосп під назвою «Червона Армія». В 1963 р. колгоспи об'єднано під назвою ім. Леніна (голова Микита Іванович Фаріончук). Господарство було одним із найкращих у районі. Фаріончук головував з 1952 по 1964 рр. З 1965 р. головою стала Зінаїда Олексіївна Святецька. І господарила до 1972 р. З 1972 по 1985 рр. — головою був Бойчук Степан Захарович.

## Сільради
До 1958 р. у цій закутині було 3 сільради. В 1958 р. Новобрикульська сільська рада — об'єдналась із Старобрикульською. В 1964 р. Старобрикульська об'єднана з Хмелівською сільрадою.

## Релігійне життя
На території 3 сіл була одна парафія — Хмелівська до 1946 р. —греко-католицька. Римо-католики належали до парафії Нової могильниці. В селі була дерев'яна церква, збудована в 1740 р., її розкрали 1946 р. Ще в 1933 р. відбулось посвячення каменя під забудову нової церкви, але побудована вона не була. В 1989 р. відкрито церкву в селі Нова Брикуля (православну), а також відкрито церкву в Старій Брикулі. В Новій Брикулі церква розміщена в каплиці (проведено реконструкцію), у Старій Брикулі пристосували приміщення колишнього проборства під церкву. В 1994 р. відділилась громада Греко-Католицької Церкви.
Зараз найбільшою гордістю села є його мешканці, які сумлінно працюють.
В післявоєнні роки в селі радянські органи вдавалися до варварських способів колективізації сільського господарства. При цьому застосовувалися жорстокі і репресивні заходи до тих, хто противився і не хотів записуватися в колгосп.
На фоні цих жорстоких заходів до селян тьмяніло й те добре, що робилося для населення Західного регіону. мешканці села негативно відповідали на жорстокості і підтримувало бойові дії проти радянських органів з боку ОУН—УПА.
В селі організовувалися підпільні організації, які здійснювали підривні акції проти місцевих функціонерів радянської влади. Ця боротьба продовжувалася аж до 195? року.
Як засіб боротьби проти бандерівщини, широко застосовувалися масові депортації заможних селян в Сибір. Це викликало почуття жаху і ненависті жителів села.
Становище селян після їх вступу" колгосп дуже погіршилося. Грошові доходи колгоспників були мізерними. В селі більшість мешканців жили голодуючи. Крім цього, в 1947—1951 рр. населення страждало від репресій.
Не краще становище в селі було в наступних 1970—1980 рр.

## Село за незалежності
Великі економічні і політичні зміни відбулися в селі в період перебудовних процесів у 1985—1990 рр. В селі виникає ряд демократичних організацій. Велику роль в національному відродженні села відіграє Народний Рух. Почався новий етап у розвитку національного руху в Україні, в тому числі і в Старій Брикулі.
12 червня 2020 року, відповідно до розпорядження Кабінету Міністрів України № 724-р «Про визначення адміністративних центрів та затвердження територій територіальних громад Тернопільської області» увійшло до складу  Микулинецької селищної громади.
19 липня 2020 року, в результаті адміністративно-територіальної реформи та ліквідації Теребовлянського району, село увійшло до складу Тернопільського району.

## Населення

### Мова
Розподіл населення за рідною мовою за даними перепису 2001 року:
| Мова       | Кількість | Відсоток |
| ---------- | --------- | -------- |
| українська | 441       | 99.77%   |
| російська  | 1         | 0.23%    |
| Усього     | 442       | 100%     |

## Постаті
- Кульчицький Михайло Йосипович (* 1949) — заслужений майстер народної творчості України[6].

## Використана література
- Горбач Г., Івахів Г., Мельничук Б. Стара Брикуля // Тернопільщина. Історія міст і сіл : у 3 т. — Тернопіль : ТзОВ «Терно-граф», 2014. — T. 3 : М — Ш. — С. 328—329. — ISBN 978-966-457-246-7.
- «Історія міст і сіл Теребовлянщини».
- Brykula Stara // Słownik geograficzny Królestwa Polskiego. — Warszawa : Druk «Wieku», 1880. — Т. I. — S. 394. (пол.)